# Офидиастериды
Офидиастериды (лат. Ophidiasteridae, от др.-греч. Οφιδια (ophidia) — змеиный) — семейство морских звёзд отряда вальватид, состоящее из 30 родов.
Встречаются в Индо-Тихоокеанской области (где достигают наибольшего разнообразия) и в Атлантическом океане. Представители многих родов ярко окрашены, иногда с различными узорами. Эта окраска может быть предупреждающей или маскировочной и, таким образом, служить для защиты от хищников. Некоторые из этих морских звёзд обладают замечательной способностью к регенерации. Это позволяет им размножаться бесполым образом, а также переживать серьёзные повреждения, нанесённые хищниками или силами природы (примером этого является род Linckia). Некоторые виды, принадлежащие к родам Linckia, Ophidiaster и Phataria, способны сбрасывать отдельные лучи, из которых потом вырастает целое животное. Некоторые из них также размножаются путём партеногенеза.
Название семейства происходит от имени рода Ophidiaster, у представителей которого лучи тонкие, полутрубчатые и извивающиеся.

## Систематизация
Список родов приведён по базе данных World Register of Marine Species:
- Andora  A.M. Clark, 1967
- Austrofromia H.L. Clark, 1921
- Bunaster Doderlein, 1896
- Celerina A.M. Clark, 1967
- Ceratonardoa H.L. Clark, 1921
- Cistina Gray, 1840
- Copidaster A.H.Clark, 1948
- Dactylosaster Gray, 1840
- Devania Marsh, 1974
- Dissogenes Fisher, 1913
- Drachmaster Downey, 1970
- Ferdina Gray, 1840
- Gomophia Gray, 1840
- Hacelia Gray, 1840
- Heteronardoa Hayashi, 1973
- Leiaster Peters, 1852
- Linckia Nardo, 1834
- Narcissia Gray, 1840
- Nardoa Gray, 1840
- Oneria Rowe, 1981
- Ophidiaster L. Agassiz, 1836
- Paraferdina James, 1976
- Pharia Gray, 1840
- Phataria Gray, 1840
- Plenardoa H.L. Clark, 1921
- Pseudophidiaster H.L. Clark, 1916
- Sinoferdina Liao, 1982
- Tamaria Gray, 1840